# Nouvelle Droite
Nouvelle Droite (em português, 'Nova Direita') é uma corrente de pensamento político de tendência nacional-europeia que surgiu na França, em 1969, com a fundação do Groupement de recherche et d'études pour la civilisation européenne (GRECE).